# Пандемия
Пандеми́я (греч. πανδημία «весь народ») — высшая степень развития эпидемического процесса, исключительно сильная эпидемия, при которой заразная болезнь за сравнительно короткое время поражает значительную часть населения многих стран, иногда на разных континентах. Пандемия является наиболее опасной формой, то есть эпидемией, охватывающей подавляющую часть мира.

## Понятие пандемии
Обычно под пандемией подразумевают болезнь, принявшую массовый, повальный характер, поражающую значительную часть всего населения, первоначально, почти всё население.

### ВОЗ и определение пандемии
Ни в одном из официальных документов Всемирной организации здравоохранения не зафиксировано то или иное определение пандемии. Вместе с тем, на странице официального сайта ВОЗ, посвящённой так называемому свиному гриппу, до недавнего времени имелась общая фраза, которую можно было бы считать определением:
«Пандемия — это распространение нового заболевания в мировых масштабах». В определении делался акцент на широкой распространённости болезни, её клиническая тяжесть не учитывалась.
Широко распространено мнение, что ранее тяжесть заболевания была необходимым условием для объявления ВОЗ о факте пандемии, и что Всемирная организация здравоохранения изменила свою позицию в 2009 г. Основанием для подобных утверждений служит более частный случай — изменение ВОЗ описания пандемии гриппа, а не пандемии как таковой. С 2003 г. на одной из страниц сайта ВОЗ сообщалось, что «Пандемия гриппа возникает, когда появляется новый вирус гриппа, против которого у населения нет иммунитета, что приводит к нескольким одновременным эпидемиям по всему миру с огромным количеством смертей и заболеваний». Однако после развернувшейся в США в 2009 г. общественной дискуссии на тему, уместно ли подобное определение, наводящее на мысли о схожести пандемии нового гриппа H1N1 с пандемией испанского гриппа, упоминание об огромном количестве заболеваний и смертей было удалено, и описание стало звучать следующим образом: «Пандемия гриппа происходит, когда появляется новый вирус гриппа и распространяется по всему миру, и большинство людей не обладают иммунитетом [против него]». Парламентская ассамблея Совета Европы в документе № 12283 (7 июня 2010 г.) «Действия в связи с пандемией H1N1: необходима бо́льшая прозрачность» высказала предположение, что ВОЗ намеренно изменила свою позицию, дабы иметь возможность объявить пандемию свиного гриппа без необходимости демонстрировать интенсивность заболевания, вызванного вирусом H1N1. В действительности степень тяжести не была для ВОЗ критерием «пандемичности» или «непандемичности» свиного гриппа — по той причине, что организация не имела критериев наличия пандемии, а использовала лишь критерий перехода пандемии в ту или иную фазу.
Хит Келли в статье 2011 г. подчёркивала, что в эпидемиологии понятие пандемии связано прежде всего с распространённостью заболевания и не содержит каких-то требований к тяжести и количеству вызванных им смертей. Признавая, что реакция на пандемию H1N1 была непропорциональной, исследовательница полагала возможным в будущем установить определённые критерии, например, показатель тяжести заболевания, в интересах того, чтобы в случае следующих пандемий предпринимаемые шаги характеризовались бо́льшим соответствием ситуации.
1 декабря 2021 года Всемирная ассамблея здравоохранения «приняла консенсусное решение, направленное на защиту мирового сообщества от будущих кризисов, связанных с распространением инфекционных болезней, в котором согласилась дать старт глобальному процессу разработки и согласования конвенции, соглашения или другого международного документа, предусмотренного Уставом Всемирной организации здравоохранения, в целях укрепления механизмов предотвращения пандемий, обеспечения готовности и принятия мер реагирования». В средствах массовой информации этот проект получил название «Пандемического соглашения» и явился предметом очень широкого обсуждения. Предметом спекуляций стал аспект получения Всемирной организацией здравоохранения широких властных полномочий, которые позволят рекомендациям или директивам ВОЗ превалировать над национальными регулирующими распоряжениями в области тех или иных вопросов, связанных с охраной здоровья. Вместе с тем, по разъяснению МИД России:
Введение в оборот термина «пандемия» с правовой точки зрения не регламентировано и не предполагает принятия дополнительных специальных мер реагирования. В Международных медико-санитарных правилах термин «пандемия» не используется. Сделанное Гендиректором ВОЗ Тедросом Аданомом 11 марта 2020 года заявление о том, что распространение COVID-19 приобрело характер пандемии, было направлено на то, чтобы привлечь к проблеме внимание политического руководства стран-членов (в своём выступлении Тедрос Аданом подчеркнул серьёзную озабоченность в связи с быстрым распространением инфекции и «тревожащим уровнем бездействия».

### Социальная значимость понятия
События 2009 года показали общественную значимость понятия «пандемия» и, прежде всего, то, что в массовом сознании это понятие по-прежнему прочно ассоциируется с распространением во всемирном масштабе именно тяжёлого и опасного заболевания. Как указывал Питер Доши, профессор Университета Мэриленда в Балтиморе, в современном мире «простой акт навешивания ярлыка на болезнь имеет огромные социальные, экономические и политические последствия».
Распространение по всему миру в 2019—2021 гг. новой коронавирусной инфекции вновь с особой остротой поставило перед научным и медицинским сообществом проблему понятия пандемии и её критериев.

## Известные пандемии и эпидемии

### Чёрная оспа
Натуральная, или, как её ещё называли ранее, чёрная оспа — высококонтагиозная (заразная) вирусная инфекция, которой страдают только люди. Была широко распространена по всему земному шару, смертность среди заболевших достигала более 40 %. На Востоке, по крайней мере, с раннего Средневековья (в Индии о ней сохранились записи VIII века, а в Китае — X века) для профилактики чёрной оспы применялась вариоляция — прививка оспенного гноя из созревшей пустулы больного натуральной оспой, приводившая к заболеванию оспой в лёгкой форме. Накопленный фактический материал (доярки часто переносили коровью оспу, но впоследствии не заражались натуральной, а в английской армии XVIII века заболеваемость оспой в кавалерии была значительно ниже, чем в пехоте) натолкнул на мысль о том, что инфицирование оспой от животных (коров или лошадей) вызывает иммунитет к натуральной. После открытия инфекционной (вирусной) природы стали применять вакцинацию людей коровьей оспой, предотвращавшей заболевание чёрной оспой и не приводящей к обезображиванию или смерти. Однако со временем эффективность вакцины ослабевала. Обнаруженный феномен ослабления иммунитета с возрастом указывал на необходимость проведения вторичной вакцинации — ревакцинации. Тем не менее готовность к прививкам даже в странах с грамотным и дисциплинированным населением обнаруживалась лишь при появлении новых случаев натуральной оспы, наводивших страх на окружающих. Таким образом, только новая эпидемическая трагедия могла стимулировать повсеместное практическое использование ревакцинации. Очередная трагедия разыгралась в 1870—1874-м годах — заболевание вирусом натуральной оспы проявилось как пандемическая болезнь не только на Североамериканском континенте, но и в Европе и России:
- в Бельгии умерло от оспы 81,8 на 100 тыс. в 1870 году; 416,8 — в 1871 году и 156,0 в 1872 году;
- в Пруссии — около 150 тыс. человек, (17,52 на 100 тыс. в 1870 году; 243,21 в 1871 и 262,37 — в 1872 году);
- в Баварии умерло 104,5 на 100 тыс. в 1870 году и 61,1 в 1871 году;
- в Нидерландах в 1870—1873 годах от оспы умерло 435,5 человек на 100 тыс. жителей;
- в Англии умерло от оспы 10 на 100 тыс. в 1870 году, 102,4 на 100 тыс. в 1871 году и 83,3 в 1872 году (в Лондоне — 30,2; 242,2; 53,8, соответственно);
- в Австрию оспа проникла позже — умерло от оспы 190 в 1872 году; 314,72 — в 1873 году; 174 — в 1874 году.

Пандемия развилась, несмотря на проводимую ранее вакцинацию — большинство учёных связало её возникновение с нерегулярными мероприятиями по ревакцинации населения.
К 1927 году в СССР и на Европейском континенте натуральную оспу удалось полностью взять под контроль. До 1980-х годов вирус натуральной оспы по причине проведения массовой вакцинации и ревакцинации даже не рассматривали в качестве потенциального агента биологического оружия. На сегодняшний день натуральная оспа во всём мире считается ликвидированной. Тем не менее было решено, что вирус натуральной оспы, хранящийся в лабораториях США и бывшего СССР, не будет уничтожен как минимум до 2014 года. В XX веке вирус унёс жизни от 300 до 500 миллионов человек.

### Чума
Чума — острое природно-очаговое инфекционное заболевание группы карантинных инфекций, протекающее с исключительно тяжёлым общим состоянием, лихорадкой, поражением лимфоузлов, лёгких и других внутренних органов, часто с развитием сепсиса. Заболевание характеризуется высокой летальностью и крайне высокой заразностью. Смертность при бубонной форме чумы достигала 95 %, при лёгочной — 98—99 %. В настоящее время при правильном лечении смертность не превышает 5—10 %. Возбудителем является чумная палочка, открытая в 1894 году одновременно двумя учёными: французом Александром Йерсеном и японцем Китасато Сибасабуро. До настоящего времени во многих странах сохраняется ряд природных очагов, в которых чума регулярно отмечается у обитающих там грызунов, а также происходят спорадические случаи заражения чумой людей.
Известные пандемии чумы, унёсшие миллионы жизней, оставили глубокий след в истории человечества:
- Юстинианова чума (541—700 годы) — началась в Египте и охватила территорию всего цивилизованного мира того времени. Погибло около 100 миллионов человек, Византия потеряла примерно половину населения[23].
- Чёрная смерть — сокрушительная пандемия 1346—1353 годов, начавшаяся в Восточном Китае и прошедшая по всей Европе в середине XIV века. По меткому замечанию Г. Гезера (1867), «чёрная смерть» если и уклонялась от обычной картины чумы, то это лишь потому, что она совмещала в себе все те явления, которые были порознь в различных чумных эпидемиях[24]. Погибло до 34 млн человек (треть населения Европы).
- Третья пандемия — если первая и вторая пандемии напоминали лесной пожар, разгоравшийся на огромной территории в течение 5 лет, то осознание третьей пандемии пришло не сразу: к началу официального признания третьей пандемии указания на эпидемии чумы в горных долинах Юньнаня поступали в Европу уже более 50 лет, и официальным началом пандемии считается одна из эпидемий в Кантоне, периодически вспыхивающих там с 1850 года[25]. За 10 лет пандемии (1894—1904) чума особенно лютовала в Китае и Индии (только в Индии погибло 6 миллионов человек), а также распространилась на все континенты благодаря торговым судам в виде относительно небольших по масштабу вспышек, не приведших, однако, к возникновению эпидемий, сопоставимых по масштабу с эпидемиями средневековья.

### Холера
Холера долгое время была местным заболеванием, но в 19 веке стала одной из самых широко распространённых и смертельно опасных болезней, унося десятки миллионов жизней.
- Первая пандемия относится к 1816—1826 годам. Пандемия началась в Бенгалии, а к 1820 году распространилась по всей Индии. Погибло 10 000 британских военнослужащих и бессчётное число индийцев[27]. Перед тем, как отступить, пандемия распространилась на Китай, Индонезию (только на острове Ява жертвами эпидемии стали около 100 000 человек) и Каспийское море. Количество смертей на полуострове Индостан между 1817 и 1860 годами оценивается в более 15 миллионов. Ещё 23 миллиона умерли между 1865 и 1917 годами. В России количество смертей за этот период превысило 2 миллиона[28].
- Вторая пандемия была в 1829—1851, достигла России (см. Холерный бунт), Венгрии (около 100 000 смертей) и Германии в 1831 году, Лондона в 1832 (более 55 000 умерло в Великобритании)[29], Франции, Канады (Онтарио) и США (Нью-Йорк) в том же году[30], тихоокеанского побережья Северной Америки к 1834 году. Двухлетняя вспышка произошла в Англии и Уэльсе в 1848 году, унеся 52 000 жизней[31]. Считается, что между 1832 и 1849 годами более 150 000 американцев умерло от холеры[32].
- Третья пандемия произошла в 1852—1860 годах. Затронула в первую очередь Россию, унеся более миллиона жизней. В 1852 году очаг эпидемии появился к востоку от Индонезии, к 1854 году проникла в Китай и Японию. Достигла Филиппин в 1858 году и Кореи в 1859. Вспышка в Бенгалии в 1859 году привела к распространению заболевания на Иран, Ирак, Аравийский полуостров и Россию[33]. 236 000 смертей было зарегистрировано в Испании в 1854—1855 годах[34]. Унесла 200 000 жизней в Мексике[35].
- Четвёртая пандемия относится к 1863—1875 годам. Затронула в основном Европу и Африку. По меньшей мере 30 000 из 90 000 паломников в Мекке стали жертвой эпидемии. В России погибло около 90 000 человек в 1866 году[36].
- В 1866 году была вспышка в Северной Америке. Погибло около 50 000 американцев[32].
- Пятая пандемия зарегистрирована в 1881—1896 годах. С 1883 по 1887 год погибло около 250 000 европейцев и по меньшей мере 50 000 жителей американского континента. 267 890 смертей было зафиксировано в Российской империи (1892)[37], примерно 120 000 в Испании[38], 90 000 в Японии и 60 000 в Иране.
- В 1892 году холера попала в источники питьевой воды Гамбурга, что повлекло за собой 8 606 смертей[39].
- Шестая пандемия случилась в 1899—1923 годах. Не сильно повлияла на Европу, но задела Россию (более 500 000 погибших за первую четверть 20 века)[40]. около 800 000 жертв в Индии. Эпидемия 1902—1904 годов на Филиппинах унесла около 200 000 жизней[41]. 27 эпидемий было зарегистрировано среди паломников в Мекку с 1900 по 1930, и более 20 000 паломников умерло от холеры во время хаджа 1907—1908 годов[42].
- Седьмая пандемия относится к 1962—1966 годам. Началась в Индонезии, получила название Эль-Тор по названию штамма. Достигла Бангладеш в 1963 году, Индию в 1964 и СССР в 1966.

### Тиф
Тиф — собирательное название некоторых инфекционных заболеваний, сопровождающихся нарушениями психики на фоне высокой лихорадки и интоксикации. Наиболее известны сыпной тиф, брюшной тиф и возвратный тиф. До первой половины XIX века заболевание не делилось на группы. Брюшной тиф был выделен в отдельную группу в 1829 году, а возвратный тиф — в 1843 году.
- В 430—427 годах до н. э. во время Пелопоннесской войны вспыхнула эпидемия, во время которой погибла четверть афинской армии и четверть населения. Болезнь фатально ослабила доминирование Афин и вошла в исторические источники как «чума Фукидида»[24]. Инфекционный агент эпидемии не был известен точно до 2006 года, когда анализ зубов, найденных в раскопках братской могилы под Афинским акрополем, показал наличие бактерий брюшного тифа[45].
- Во время Первой мировой войны вспыхивали масштабные эпидемии сыпного тифа. Например, в России и Польше сыпным тифом переболело около 30 млн человек, из них 3,5 млн умерло[23].

### Грипп
Грипп — острое инфекционное заболевание дыхательных путей, вызываемое вирусом из группы острых респираторных вирусных инфекций (ОРВИ). Периодически регистрируются вспышки заболевания, эпидемии и даже пандемии. В настоящее время выявлено более 2 000 вариантов вируса гриппа, различающихся между собой антигенным спектром. По оценкам ВОЗ, сейчас от всех штаммов вируса во время сезонных эпидемий в мире ежегодно умирают от 250 до 500 тыс. человек (большинство из которых старше 65 лет), в некоторые годы число смертей может достигать миллиона.
- Испанский грипп (штамм H1N1) — в 1918—1920 годах болезнь унесла жизни 50—100 млн человек.
- Азиатский грипп (штамм H2N2) — в 1957—1958 годах погибло около 2 млн человек.
- Гонконгский грипп (штамм H3N2) — в 1968—1969 годах погибло примерно 1 млн человек, из них около 100 тыс. в США[48].
- «Свиной грипп» (штамм А/H1N1)[49] — в 2009—2010 годах на 24 февраля 2010 г. более 16 тыс. индивидуально протестированных и подтверждённых случаев смерти[50].

### Туберкулёз
Треть населения Земли инфицирована палочкой Коха, и каждую секунду кто-нибудь ею заражается. Около 5—10 % из этих скрытых инфекций, в конце концов, переходит в фазу активного заболевания, которое, без должного лечения, убивает более половины своих жертв. Ежегодно по всему миру 8 миллионов человек заболевают туберкулёзом и 2 миллиона умирают. В XIX веке туберкулёз убил около четверти взрослого населения Европы. В 1918 каждая шестая смерть во Франции была вызвана туберкулёзом. В течение XX века от туберкулёза умерло порядка 100 миллионов человек. До сегодняшнего дня туберкулёз остаётся одной из главных проблем здравоохранения в развивающихся странах.

### Малярия
Малярия широко распространена в тропических и субтропических регионах, включая обе Америки, Азию и Африку. В начале XXI века ежегодно регистрировалось около 350—500 миллионов случаев заболевания малярией, более миллиона из них со смертельным исходом. 85—90 % случаев заражения приходится на районы Африки южнее Сахары, в подавляющем большинстве инфицируются дети в возрасте до 5 лет. Смертность, как ожидается, вырастет вдвое на протяжении следующих 20 лет[обновить данные]. Это связано со снижением восприимчивости возбудителя к лекарственным препаратам.
Малярия, скорее всего, была одной из причин падения Римской империи. Болезнь получила название Римская лихорадка. Plasmodium falciparum, возбудитель малярии, попал на американский континент вместе с рабами из Африки и стал серьёзной угрозой для колонистов и коренного населения. Во время Гражданской войны в США было зафиксировано около 1,2 миллиона случаев заболевания малярией среди солдат обеих сторон.

### Проказа
Проказа вызывается бациллами Mycobacterium leprae. Это хроническое заболевание с очень длинным инкубационным периодом: в среднем три-пять лет, а в литературе описан инкубационный период продолжительностью в 40 лет. С 1985 года 15 миллионов человек по всему миру было вылечено от этой болезни. В 2002 было выявлено 763 917 новых случаев. Предполагается, что в мире от одного до двух миллионов инвалидов по причине заболевания проказой.
Проказа была известна человечеству как минимум с 600 года до н. э., с ней были хорошо знакомы цивилизации древнего Китая, Египта и Индии. Во время Высокого Средневековья Западная Европа столкнулась с беспрецедентным распространением этой болезни. В это время появились многочисленные лепрозории.

### ВИЧ-инфекция
ВИЧ — вирус иммунодефицита человека, вызывающий заболевание с длительным инкубационным периодом — ВИЧ-инфекцию, последняя стадия которой известна как синдром приобретённого иммунодефицита (СПИД). В наиболее пострадавших от ВИЧ-инфекции и СПИДа странах пандемия препятствует экономическому росту и увеличивает бедность населения.
- ВИЧ — по оценке Объединённой программы ООН по ВИЧ/СПИД (ЮНЭЙДС) и Всемирной организации здравоохранения (ВОЗ), с 1981 по 2006 год от болезней, связанных с ВИЧ-инфекцией и СПИД, умерли 25 млн человек. К началу 2007 года во всём мире около 40 млн человек (0,66 % населения Земли) являлись носителями ВИЧ[72].

### Коронавирусная инфекция COVID-19
Коронавирусная инфекция COVID-19 (аббревиатура от англ. Coronavirus Disease 2019), ранее коронавирусная инфекция 2019-nCoV — потенциально тяжёлая острая респираторная инфекция, вызываемая вирусом SARS-CoV-2. Представляет собой опасное заболевание, которое может протекать как в форме острой респираторной вирусной инфекции лёгкого течения (больше 80 % от всех подтвержденных случаев), так и в тяжёлой форме (не более 5 % от общего количества инфицированных), специфические осложнения которой могут состоять из вирусной пневмонии, влекущей за собой острый респираторный дистресс-синдром или дыхательную недостаточность с риском смерти.
Вирус был обнаружен в Китае в 2019 году, а в 2020-м его распространение привело к пандемии почти во всех частях земного шара. Особенно тяжёлыми были пандемии в Индии, США, Бразилии, Южной и Западной Европе. Жертвами коронавируса за два года стали 5 миллионов человек; в той или иной форме болезнь перенесли более 400 миллионов (5 % населения Земли). Пандемия привела к экономическому кризису, повсеместному введению карантинов, ношению защитных масок и, с начала 2021 года, — массовой вакцинации, которая приобрела принудительный характер.